# Maratova smrt
Maratova smrt (francosko La Mort de Marat ali Marat assassiné) je slavna slika iz leta 1793, olje na platnu, neoklasicističnega slikarja Jacquesa-Louisa Davida, ki prikazuje umorjenega francoskega revolucionarja Jean-Paula Marata. Je ena najbolj znanih podob francoske revolucije. David je bil vodilni francoski slikar, pa tudi Montagnard in član revolucionarnega odbora za splošno varnost. Slika prikazuje radikalnega novinarja, ki je mrtev obležal v kopeli 13. julija 1793 po umoru Charlotte Corday.
Slika je razstavljena v Kraljevem muzeju lepih umetnosti v Belgiji. Replika avtorskega studia je na ogled v Louvru.

## Umor
Marat (24. maj 1743 - 13. julij 1793, Francija iz 18. stoletja) je bil eden izmed voditeljev Montagnardov, radikalne frakcije v francoski politiki med vladavino terorja. Charlotte Corday je bila Žirondinka iz manjše plemiške družine in Maratov politični sovražnik, ki ga je krivila za septembrski pokol. Dobila je vstop v Maratovo sobo s pretvezo, da obljublja podrobnosti o kontrarevolucionarnem krogu v Caenu.
Marat je trpel zaradi kožne bolezni, zaradi katere je veliko časa preživel v svoji kadi; pogosto je tam tudi delal. Cordayeva je ubila Marata, vendar ni poskušala pobegniti. Kasneje so jo obsodili za umor in usmrtili.

## Davidova politika
David je bil vodilni francoski slikar svoje generacije, znane kot Montagnardi in jakobinci, ki sta bili usklajeni z Maratom in Maximilienom Robespierrom. Kot namestnik oddelka Muzeja na skupščini je glasoval za smrt kralja in je bil član Odbora za splošno varnost, kjer je aktivno sodeloval pri obsodbi in zaporu mnogih in sčasoma predsedoval "section des interrogatoires". Bil je tudi v Odboru za javni pouk. 

## Zgodovina
Sliko je naročila francoska vlada v času jakobinske diktature, David pa je izkoristil neoklasicistični slog v službi sodobnih političnih dogodkov. Tudi David je, kot ubiti Marat, pripadal jakobinski stranki in sodeloval v delu narodne skupščine, ki je izglasovala da se giljotinira kralj Ludvik XVI.. Kasneje je, pod Robespierrovo diktaturo, bil dvakrat zaprt, a mu je Napoleon povrnil vsa pooblastila, mu dodelil naslov barona in ga imenoval za dvornega slikarja. Po Napoleonovem izgnanstvu je  David zapustil Francijo in umrl b Bruslju leta 1825, kjer je končala tudi slika Maratova smrt.. 

## Opis
Slika je pokončna, a je vsebina nameščena le v kvadratni del spodnjega dela slike, zgornji del pa je skoraj prazen, izpolnjen samo z blagim tonskim prehodom, kjer se sluti izvor svetlobe na desni strani. Za razliko od večine neoklasicističnih del, slika ne prikazuje klasične teme ampak nedavni dogodek. V prikazu Marata kot žrtve, se je David naslonil na ikonografski prikaz Kristusovega trpljenja, Caravaggiov vpliv se občuti v temnem ozadju iz katerega lik izstopa na svetlo. Tako je David na svoji sliki z oblikovanjem forme želel prikazati intelektualno in politično, točno "prosvetljeno" osebo.
Na sliki je Marat idealiziran v duhu neoklasicizma, v resnici pa je bilo njegovo telo poškodovano od kožne bolezni, zaradi katere se je moral vsak dan namakati v topli kopeli. David je realistično poudaril vbodno rano in s krvjo obarvano vodo, ki je namočila pregrinjalo. Marat je nad kadjo namestil podlogo za pisanje, v roki pa drži morilkino pismo na katerem piše: "Il sufit que je sois bien malheureuse pour avoir droit à votre bienveillance", v pomenu: " Glede na to, da sem nesrečen, imam pravico do tvoje pomoči ". 
Marat je bil žrtev zvite ženske in David je naslikal pismo vidno tako, da bi njena prevara postala politična propaganda. Nož, ki ga je morilka spustila na tla poleg kadi je ironično nasprotje peresu, ki je še vedno v mrtvi Maratovi roki. Instrument nasilja in smrti je nasproti simbolu civilizacije, ki je v tem primeru simbol revolucionarne politične besede. V Maratovem nasmehu  se čuti posmeh umirajoče osebe in tragična ironija dogodka. Morda je Davida na tak prikaz obraza podžgalo dejstvo, da je Marata ubila simpatizerka konservativne stranke, ki običajno ni naklonjena nasilju in terorizmu.
Na mizici na kateri je njegov pribor za pisanje, je David napisal podpis in s tem poslal istočasno tudi osebno in politično sporočilo: "À Marat, David" (Maratu od Davida), pod tem pa datum "L'an Deaux" (drugo leto), tj. v drugem letu revolucionarnega koledarja. 

## Izvor
Takoj po Maratovi smrti se je okoli njega pri pariškem mestnem prebivalstvu začel pravi kult, ki ga je spretno uprizoril Maratov prijatelj, član nacionalne konvencije in slikar Jacques-Louis David. Tudi slika je nastala v tem kontekstu. Takoj po novici o Maratovi smrti v Državni konvenciji je Davida 14. julija 1793 za to zaprosil namestnik François-Elie Guiraut: prosil ga je, naj ustvari dvojnik njegovi nedavno naslikani sliki Les derniers moment de Michel Le Peletier (Zadnji trenutki Michel Le Peletier). Nato je David ovekovečil smrt Le Peletiera, ki ga je januarja 1793, ker je glasoval za kraljevo usmrtitev, umoril kraljevi častnik. David ga je naslikal, da umira na smrtni postelji, nad njim, obešen za lase, meč s papirjem, na katerem je pisalo: »Je vote la mort du tyran« ('Glasujem za smrt tirana'). Ta slika je danes izgubljena, obstaja le nepopolna kopija v obliki bakroreza Pierra Alexandreja Tardieuja.
David je sliko končal v treh mesecih. 16. oktobra sta bili obe sliki Parižanom predstavljeni v Cour carrée v Louvru, 14. novembra pa je konvenciji predstavil končno Maratovo smrt. Odločil se je, da obe sliki obesi na sprednjo stran sejne sobe v Bourbonske palače.

## Interpretacija
David idealizira Marata kot mučenca revolucije. Dejstvo, da je bil žrtev atentata brez lastne vpletenosti, se na njegovi sliki znova razlaga kot aktivno samožrtvovanje. Na sliki morilke ni mogoče videti, le pismo (ki ga Marat dejansko nikoli ni prejel), vbodna rana in nož kažejo na njeno prisotnost. Podobnost z Michelangelovo Pietà ali Caravaggiovim  Polaganje Kristusa v grob - na primer roke, ki visijo navzdol - zagotovo ni naključna. Tudi drugi znani umetniki, kot sta Peter Paul Rubens in Guy François, so uporabljali ta slog. Upodobitev revolucionarja v pozi in osvetlitev krščanskega mučenca, če že ne Kristusa, je podobe monarhije in katoliške vere prenesla v novo francosko republiko.
- Michelangelo: Pietà, 1498 bis 1499
- Caravaggio: Polaganje v grob, 1603/04
- P. P. Rubens: Polaganje v grob, ok. 1612
- Guy François (1578–1650): Polaganje v grob, neznano

K idealizaciji prispeva tudi dejstvo, da David ne prikazuje Maratove kožne bolezni, temveč je Maratovo telo klasično lepo, obsijano z mlečno svetlobo. Preprostost slike je v sozvočju z obljubljenimi vrlinami Marata, ki je potrjena z velikodušno donacijo vojni vdovi. Prevladujoče temno ozadje David uporablja kot element, ki povečuje pomen in poudarja praznino, ki je ostala za njim.
Kakšne konkretne propagandne namene je zasledoval David s sliko, ki je bila široko razširjena kot gravura v deset tisoč izvodih, je sporno. Jörg Traeger vidi povezavo s kampanjo za novo ustavo, ki je bila sprejeta 24. junija 1793, Francozi pa so jo z veliko večino potrdili na referendumu 10. avgusta 1793. Thomas W. Gaehtgens po drugi strani meni, da je David s sliko želel Francoze pozvati, naj se branijo pred notranjimi sovražniki, kot so postali vidni v napadih na Le Peletiera in Marata. V tej interpretaciji bi bila Maratova smrt klic velikemu terorju, ki se je uradno začel 5. septembra 1793.

## Poznejša zgodovina
Po Robespierreovem padcu je bila slika iz Bourbonske palače odstranjena in David jo je moral več let skrivati, da bi preprečil uničenje. Kasnejše francoske vlade so sliko zavrnile dvakrat (1826 in 1837); Davidov nečak jo je leta 1893 zapustil Kraljevemu muzeju v Bruslju, kjer je slikar preživel tudi starost.
Sliko, ikono francoske revolucije, so velikokrat ponavljali tudi drugi slikarji. Davidov sodobnik Guillaume-Joseph Roques (1757–1847) je leta 1793 ustvaril Maratovo smrt, ki očitno temelji na Davidu in ga želi preseči: upodobitev mrtve osebe je bolj realistična - glava je povešena, oči so zlomljene, roka ne more več držati pisala - soba ima veliko več podrobnosti, rana in kri so drastičneje pobarvane. Namesto idealizacije gre za slikanje grozljivega dogodka. Zgodovinski slikar Paul Baudry (1828–1886) je dogodek prikazal povsem drugače v svoji sliki Atentat na Marata Charlotte Corday, ki je nastala leta 1861 v času drugega francoskega cesarstva: Tu je poudarek na atentatorju, ona je junakinja, ki pogumno zruši morilsko zver revolucije - za Francijo, ki prevladuje nad ozadjem slike v obliki zemljevida. Manj kot dvajset let kasneje je Jean-Joseph Weerts (1847–1927) dogodek v času Tretje republike leta 1880 predstavil z domoljubno-republikanske perspektive: Cordayjeva je tu teroristični morilec. Stoji, krvavi nož ima še vedno v roki, obrnjen proti jezni, histerično gestikulirajoči množici revolucionarjev, ki nenadoma vstopijo v sobo. Umirajoči Marat je bil premaknjen na spodnji rob sredine slike, sklicevanja na Davidovo delo ni več mogoče videti. Mehiški slikar Santiago Rebull Gordillo (1829–1902) v svojem delu La muerte de Marat iz leta 1875 tudi romantizira in dramatizira dogodke: Marat se dvigne, Cordayjeva zgrabi bodalo, v ozadju pa preplašeni služabniki vdrejo v sobo. Politične izjave tukaj ni več mogoče dati. Norveški slikar Edvard Munch (1863–1944) je umor erotiziral v svoji sliki Maratova smrt iz leta 1907 : prikazuje Cordayjevo, ki stoji naga na postelji pred prav tako razgaljenim Maratom, parabola o »kruti eksistencialni vojni med spoloma«.
- Joseph Roques: Maratova smrt (1793)
- Paul Baudry: Atentat na Marata Charlotte Corday (1861)
- Santiago Rebull Gordillo: Maratova smrt (1875)
- Jean-Joseph Weerts: Marat umorjen! 13. Juli 1793, 8. ura zvečer (1880)
- Edvard Munch: Maratova smrt I (1907)

## V popularni kulturi
- Leta 1897 je francoski režiser Georges Hatot posnel film z naslovom La Mort de Marat. Ta zgodnji nemi film, posnet za podjetje Lumière, je kratek posnetek enega samega atentata na revolucionarja.
- Kompozicija je vplivala na enega od prizorov v priredbi Stanleyja Kubricka iz leta 1975 Barry Lyndon.
- Naslov slike avstralske pub rock skupine Cold Chisel iz leta 1980 East je navdihnila slika.
- Film Danton Andrzeja Wajde iz leta 1983 vključuje več prizorov v Davidovem ateljeju, med drugim enega, ki prikazuje sliko Maratovega portreta.
- Film Caravaggio Dereka Jarmana iz leta 1986 posnema sliko v prizoru, ko se kronist z glavo, ki je zavezana v brisačo, skloni nazaj v svojo kad, ena roka je iztegnjena zunaj kadi.
- Vik Muniz je v svojem dokumentarnem filmu Waste Land iz leta 2010 poustvaril smrt Marata z odpadki z velikega odlagališča v bližini Rio de Janeira. Slika je vidno prikazana na naslovnici DVD-ja.
- Steve Goodman je na novo ustvaril sliko (sebe namesto Marata) za naslovnico svojega albuma Say It in Private leta 1977.
- Slika je poustvarjena v Rdeči violini (1998), v sceni, ko se Jason Flemyng, ki igra violinista Fredericka Popeja, nasloni nazaj v kad s pismom svojega ljubimca v roki.
- V filmu O Schmidtu iz leta 2002 lik Jacka Nicholsona Warren zaspi v kopeli, medtem ko sestavlja pismo, kar poustvarja Davidovo sliko.
- Slika je bila uporabljena kot naslovnica albuma ameriške skupine Have a Nice Life iz leta 2008 Deathselfness.
- V epizodi CSI 23. oktobra 2008: Preiskava kraja zločina (sezona 9, epizoda 3 - Umetnost posnema življenje) serijski morilec svoje žrtve postavi na poseben način, pri čemer je drža takšne žrtve poklon Davidovi sliki.
- Leta 2013 je bila zamenjana z Lady Gaga na Maratovem spotu za ARTPOP. MTV
- V videoigri Assassin's Creed Unity iz leta 2014 Arno Dorian preiskuje smrt Jean-Paula Marata in pred sodišče privede Charlotte Corday. Telo Jean-Paula je takšno, kakršno je na sliki Jacques-Louis David.
- Slika je bila omenjena kot najljubša pripovedovalcu v romanu Moje leto počitka in sprostitve Ottessa Moshfegh
- Na sliko se sklicuje ameriška alternativna rock skupina R.E.M. v besedilu pesmi "We Walk" in v video posnetku pesmi "Drive".
- Na naslovnici albuma My Finest Work 2019 kantavtorja Andrewa Birda iz leta 2019 je prikazana reprodukcija slike z Birdom namesto Marata.